# 5085 Hippocrene
5085 Hippocrene (1977 NN) là một tiểu hành tinh vành đai chính được phát hiện ngày 14 tháng 7 năm 1977 bởi Chernykh, N. S. ở Nauchnyj.